# Шуба, Михай
Михай Шуба (рум. Mihai Șubă, род. 1 июня 1947, Бухарест) — румынский и испанский шахматист, гроссмейстер (1978). Математик.
Чемпион Румынии среди юношей (1972 и 1973) и мужчин (1980, 1981 и 1986). В составе национальной команды участник Всемирных олимпиад (1978—1986) и командного чемпионата мира (1985). С 1982 участвует в соревнованиях на первенство мира: зональные турниры ФИДЕ — Бэиле-Еркулане (1982) — 2-3-е, Прага (1985) — 1-3-е, Варшава (2-я группа, 1987) — 5-е; межзональные турниры — Лас-Пальмас (1982) — 3-е, Тунис (1985) — 10-12-е места.
Успешно выступил в ряде других международных соревнований, в том числе победитель турниров: Банкя (1977), Перник (1978), Алмерия (1979), Соколак (1980), Вальторан (1981 и 1984), Нарбон (1981), Дортмунд (1983), Западный Берлин (1985), Беэр-Шева (1986), Бела-Црква (1986), Тимишоара (1987).
Чемпион Европы среди сеньоров (2011)

## Изменения рейтинга
| Графики недоступны из-за технических проблем. См. информацию на Фабрикаторе и на mediawiki.org. |